# Aquamanile

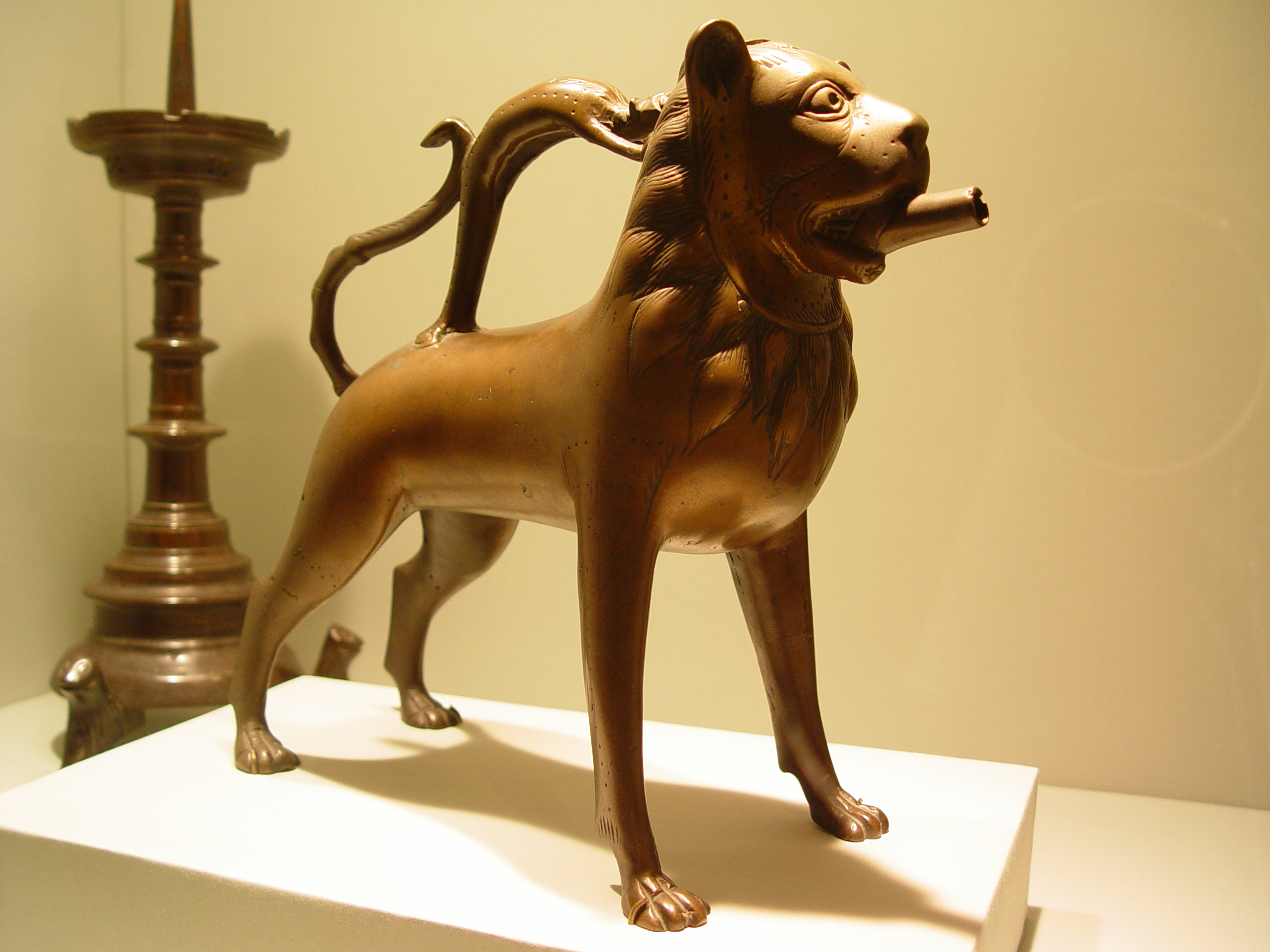
Aquamanile uit Nedersaksen (Noord-Duitsland), ca. 1250

Een  aquamanile (v. Lat. aqua = water, manus = hand) is de benaming voor een watervat van messing of brons, waaruit water over de handen wordt gegoten voor de wassing. Het werd reeds gebruikt bij de Romeinen.
In de christelijke liturgie werd het overgenomen voor de priesterlijke handwassing tijdens de mis. De aquamanile behoort dan tot de vasa non sacra.
Aquamaniles kunnen de vorm van een dier hebben, waarbij de staart het handvat vormt en de bek de schenktuit.